# Supercopa do Brasil 2021
In 2021 werd de vierde Supercopa do Brasil gespeeld tussen landskampioen en de bekerwinnaar. De competitie werd georganiseerd door de CBF. De wedstrijd werd gespeeld op 11 april en werd gewonnen door Flamengo.

## Deelnemers
| Club      | Gekwalificeerd als           | Deelnames |
| --------- | ---------------------------- | --------- |
| Flamengo  | Kampioen Série A 2020        | 3de       |
| Palmeiras | Kampioen Copa do Brasil 2020 | 1ste      |

## Wedstrijd
|                     |                                                                                         |       | |                                                                       |
| 11 april 2021 11:00 | Flamengo                                                                                | 2 – 2 | Palmeiras                                                                                             | Estádio Mané Garrincha, Brasília Scheidsrechter: Leandro Pedro Vuaden |
| 11 april 2021 11:00 | Gabriel 22' Arrascaeta 45+3'                                                            |       | 1', 74' (pen) Raphael Veiga                                                                           | Estádio Mané Garrincha, Brasília Scheidsrechter: Leandro Pedro Vuaden |
| 11 april 2021 11:00 | Strafschoppen                                                                           |       | | Estádio Mané Garrincha, Brasília Scheidsrechter: Leandro Pedro Vuaden |
| 11 april 2021 11:00 | Arrascaeta Filipe Luís Matheuzinho Vitinho Gabriel João Gomes Pepê Michael Rodrigo Caio | 6 - 5 | Raphael Veiga Gustavo Gómez Gustavo Scarpa Luan Danilo Matías Viña Gabriel Menino Gabriel Veron Mayke | Estádio Mané Garrincha, Brasília Scheidsrechter: Leandro Pedro Vuaden |

| Flamengo | Palmeiras |

| GK             | 1            | Diego Alves            |              |       |
| DF             | 44           | Mauricio Isla          | 41'          | '62   |
| DF             | 5            | Willian Arão           | 76'          |       |
| DF             | 3            | Rodrigo Caio           | '71          |       |
| DF             | 16           | Filipe Luís            |              |       |
| MF             | 10           | Diego                  |              | '62   |
| MF             | 8            | Gerson                 |              | '87   |
| MF             | 7            | Éverton Ribeiro        |              | '78   |
| MF             | 14           | Giorgian De Arrascaeta |              |       |
| FW             | 27           | Bruno Henrique         |              | '87   |
| FW             | 9            | Gabriel                |              |       |
| Wisselspelers: |              |                        |              |       |
| GK             | 45           | Hugo Souza             |              |       |
| DF             | 2            | Gustavo Henrique       |              |       |
| DF             | 4            | Léo Pereira            |              |       |
| DF             | 6            | Renê                   |              |       |
| DF             | 30           | Bruno Viana            |              |       |
| DF             | 34           | Matheuzinho            |              | 62'   |
| MF             | 17           | Hugo Moura             |              |       |
| MF             | 35           | João Gomes             |              | 62'   |
| MF             | 40           | Pepê                   |              | 87'   |
| FW             | 11           | Vitinho                |              | 78'   |
| FW             | 19           | Michael                |              | '87   |
| FW             | 43           | Rodrigo Muniz          |              |       |
| Trainer:       |              |                        |              |       |
| Rogério Ceni   | Rogério Ceni | Rogério Ceni           | Rogério Ceni | 90+3' |

| GK             | 21            | Weverton         |         |     |
| DF             | 2             | Marcos Rocha     |         | '59 |
| DF             | 13            | Luan             | 53'     |     |
| DF             | 15            | Gustavo Gómez    |         |     |
| DF             | 17            | Matías Viña      |         |     |
| MF             | 30            | Felipe Melo      | 9'      | '65 |
| MF             | 8             | Zé Rafael        |         | 46' |
| MF             | 23            | Raphael Veiga    |         |     |
| FW             | 19            | Breno Lopes      |         |     |
| FW             | 7             | Rony             |         | 90' |
| FW             | 11            | Wesley           | 11'     | '59 |
| Wisselspelers: |               |                  |         |     |
| GK             | 42            | Jailson          |         |     |
| DF             | 6             | Lucas Esteves    |         |     |
| DF             | 12            | Mayke            | 79'     | 59' |
| DF             | 26            | Victor Luis      |         |     |
| DF             | 33            | Alan Empereur    |         |     |
| MF             | 5             | Patrick de Paula |         |     |
| MF             | 14            | Gustavo Scarpa   |         | 90' |
| MF             | 25            | Gabriel Menino   |         | 46' |
| MF             | 28            | Danilo           |         | 46' |
| FW             | 27            | Gabriel Veron    |         | 59' |
| FW             | 29            | Willian Bigode   |         |     |
| FW             | 37            | Rafael Papagaio  |         |     |
| Trainer:       |               |                  |         |     |
| Abel Ferreira  | Abel Ferreira | Abel Ferreira    | 36' 38' |     |

## Kampioen
| Supercopa do Brasil de 2021  |
| Rio de Janeiro               |
| ---------------------------- |
| FLAMENGO Kampioen (2° titel) |

1990 · 1991 · 1992-2019 · 2020 · 2021 · 2022 · 2023 · 2024